# Западини континентів
Стаття містить список найглибших материкових западин, включаючи заповнені морськими і озерними водами.
Найглибшою континентальною западиною (депресією) світу відносно рівня океану (не враховуючи підлідні депресії Антарктиди і шельфові моря) є Байкальський рифт з найглибшим озером світу Байкалом. Глибина озера 1637 м - нижче рівня океану на 1185 м; враховуючи навколишні Байкал гори висотою до 2432 м над рівнем океану перепад висоти в рифті досягає 3617 м.
Каспійська западина - найбільша і друга за глибиною щодо рівня океану материкова депресія планети. Максимальна глибина Каспійського моря - 1025 м (в Південнокаспійській улоговині) - це нижче рівня океану на 1054 м (рівень Каспію - мінус 29 м). Глибина Середньокаспійської улоговини - 787 м. відносно вулкана Демавенд (5596 м), розташованого в 70 км від південного берега Каспію в горах Ельбурс (геоморфологічно не належать до западини), перепад висот тут сягає 6650 м.
Іссик-Кульська улоговина з озером Іссик-Куль (Киргизстан) глибиною 670 м, лежить вище рівня океану на 930 м. З огляду на гори, що оточують суцільним кільцем Іссик-Куль і досягають висоти 5147 м над рівнем океану, перепад висот тут доходить до 4217 м.
В Андах, в западині озера Тітікака (дзеркало озера лежить на висоті 3830 м, глибина - 281 м), перепад висот досягає 2844 м, відносно вершини Анкоума - 6393 м, розташованої в 20 км від берега.
Найглибші внутрішньоматерикові западини, де найнижчі точки знаходяться нижче рівня океану:
1. западина озера Байкал (Росія, Сибір) (глибина 1637 м) - мінус 1185 м;
2. Південнокаспійська улоговина (гл. 1025 м) - мінус 1054 м;
3. Середньокаспійська улоговина (гл. 787 м) - мінус 816 м;
4. Гхор з Мертвим морем (Ізраїль-Йорданія[) (гл. 388 м) - мінус 804 м;
5. озеро Танганьїка (Заїр-Танзанія) (гл. 1470 м) - мінус 696 м;
6. Велике Невільниче озеро (Канада) (гл. 614 м) - мінус 458 м;
7. Хантайське озеро (Росія, плато Путорана) (гл. 420 м) - мінус 356 м;
8. Великого Ведмежого озера (Канада) (гл. 446м) - мінус 288 м;
9. Гарда (озеро) (Італія) (гл. 346 м) - мінус 283 м;
10. озеро Ньяса (Малаві) (гл. 704 м) - мінус 227 м;
11. Ладозьке озеро (північно-західна Росія) (гл. 230 м) - мінус 223 м;
12. Верхнє озеро (США-Канада) (гл. 405 м) - мінус 220 м;
13. Афар з озером Ассаль (озеро) (Джибуті) - мінус 194 м;
14. озеро Онтаріо (США-Канада) (гл. 244 м) - мінус 167 м;
15. Турфанська западина (Китай) - мінус 154 м;
16. Карагиє (Казахстан) - мінус 134 м;
17. Каттара (Єгипет) - мінус 130 м;
18. Данакіль з озеро Бачілі (Ефіопія) - мінус 130 м;
19. озеро Мічиган (США) (гл. 281 м) - мінус 104 м;
20. Онезьке озеро (північно-західна Росія) - мінус 94 м;
21. Долина Смерті] (США, Каліфорнія) - мінус 86 м;
22. Акчакая (Туркменія) - мінус 80 м;
23. Каринжарик (Казахстан) - мінус 75 м.

Найглибші западини морських басейнів, які є частиною світового океану, але покривають континенти (шельфові моря). Тут не враховуються глибини бортів, схилів і рівнин шельфів геоморфологічно які не належать западин:
1. Западина Ікарія (Егейського моря) - мінус 1518 м;
2. Затока Термаїкос Егейське море - мінус 1242 м;
3. Мармурове море - мінус 1221 м;
4. басейн Південний Скайрос Егейського моря - мінус 915 м;
5. басейн Північний Скайрос Егейського моря - мінус 888 м;
6. протока Скагеррак між Північним і Балтійським морями - мінус 725 м;
7. басейн Південна Ікарія Егейського моря - мінус 721 м;
8. Балтійське море - мінус 470 м;
9. протока Вайкаунт-Мелвіл в Канадському Арктичному архіпелазі - мінус 465 м;
10. центральна западина Баренцева моря - мінус 382 м;
11. Біле море - мінус 350 м;
12. затока Бутія в Канадському Арктичному архіпелазі - мінус 323 м;
13. море Хадсона (Гудзонової затоки) - мінус 301 м;
14. Маракайбо (озеро) (Венесуела) - мінус 250 м;
15. Північне море - мінус 238 м.

## Ресурси Інтернету
- Геологічний словник: Шельф [Архівовано 7 січня 2021 у Wayback Machine.]
- Геологічний словник: Рифт [Архівовано 9 січня 2021 у Wayback Machine.]
- PaleoKazakhstan.com: Глубочайшие впадины материков